# داگلاس لنوکس-سیلوا
داگلاس لنوکس-سیلوا (به انگلیسی: Douglas Lennox-Silva) (زادهٔ ۱۰ آوریل ۱۹۸۷) شناگر اهل پورتوریکو است.